# Andrzej Januszewicz
Andrzej Januszewicz (ur. 19 kwietnia 1957) – polski internista, specjalista w zakresie hipertensjologii, prof. dr hab. med., od 2000 kierownik Kliniki Nadciśnienia Tętniczego Instytutu Kardiologii w Warszawie. Członek Polskiej Akademii Nauk, były prezes Polskiego Towarzystwa Nadciśnienia Tętniczego.
Habilitację uzyskał w 1993. Praca miała tytuł: Wpływ endoteliny na czynność układu krążenia w doświadczalnym nadciśnieniu tętniczym.
W 2021 odznaczony Krzyżem Oficerskim Orderu Odrodzenia Polski.

## Wybrane publikacje
- Andrzej Januszewicz, Włodzimierz Januszewicz, Witold Rużyłło: Inhibitory konwertazy angiotensyny w leczeniu chorób układu sercowo-naczyniowego. Kraków: Medycyna Praktyczna, 2005. ISBN 83-7430-039-6. Brak numerów stron w książce
- Tomasz Grodzicki, Andrzej Januszewicz, Grzegorz Opolski: Leki ß-adrenolityczne w chorobach układu sercowo-naczyniowego. Gdańsk: Via Medica, 2004. ISBN 83-89493-78-0. Brak numerów stron w książce
- Jacek Szmidt, Andrzej Januszewicz, Andrzej Więcek: Nadciśnienie nerkopochodne. Kraków: Medycyna Praktyczna, 2003. ISBN 83-89015-58-7. Brak numerów stron w książce
- Andrzej Januszewicz, Witold Rużyłło, Marek Naruszewicz, Waldemar Banasiak: Postępowanie z chorym o dużym ryzyku sercowo-naczyniowym. Kraków: Wydawnictwo Medycyna Praktyczna, 2005. ISBN 83-7430-010-8. Brak numerów stron w książce